# Bahía de Chingudi

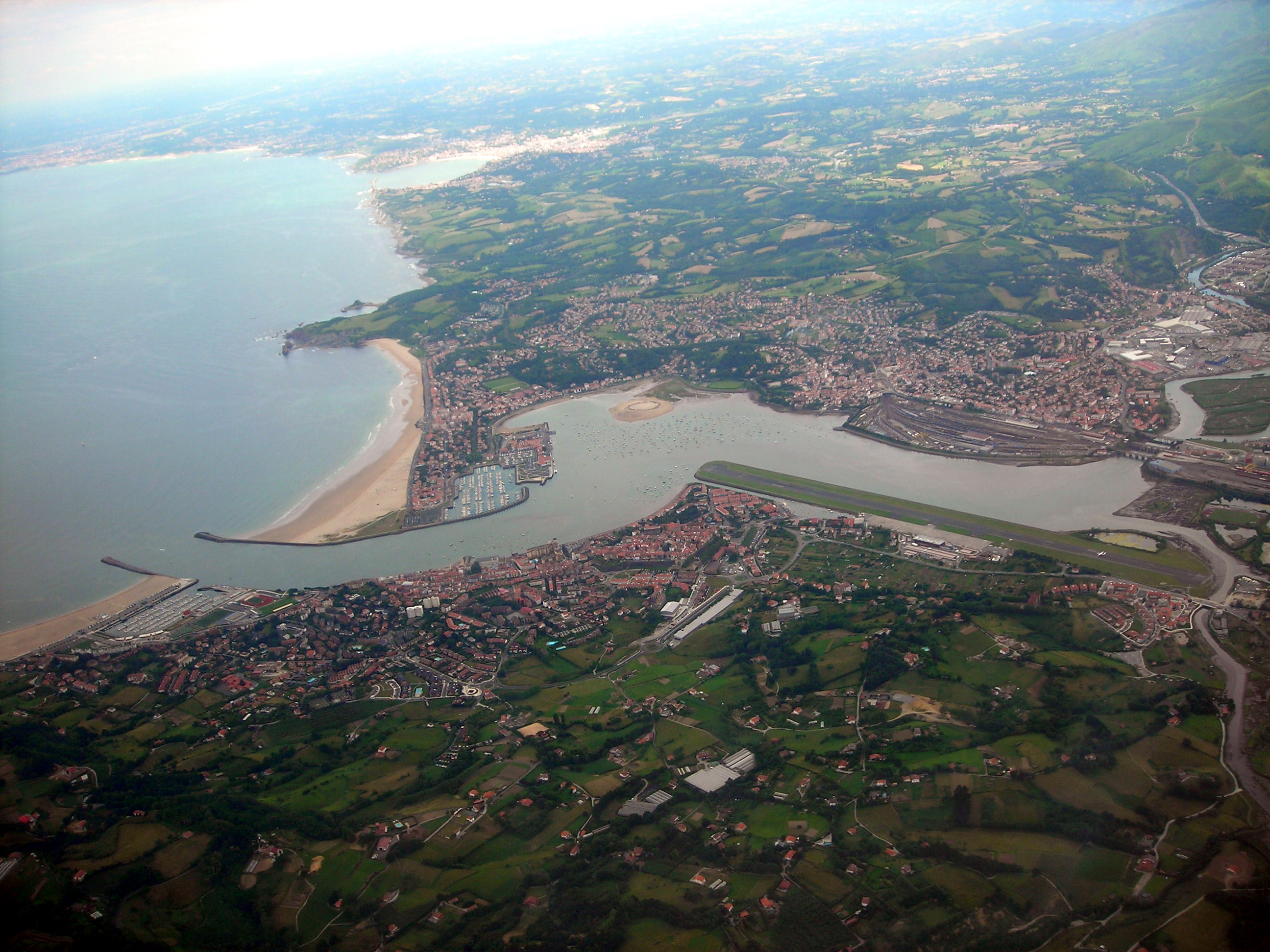
Vista de la desembocadura del Bidasoa. En primer plano, el lado español, con Fuenterrabía y el aeropuerto de San Sebastián. En la otra orilla, Hendaya, con la bahía de txingudi junto al puerto de la localidad

La bahía de Txingudi (en euskera: Txingudiko badia; en francés: baie de Chingoudy) es una bahía formada por el estuario del río Bidasoa en el mar Cantábrico, entre las localidades de Fuenterrabía e Irún (España) en la margen izquierda y Hendaya (Francia) en la margen derecha. El Bidasoa forma frontera entre España y Francia, por lo que la mayor parte de la bahía de Chingudi forma parte de Francia.
Los orígenes de la bahía se encuentran en un valle glaciar anegado y colmatado.